# Mark Buckingham
Mark Buckingham (né le 23 mai 1966 à Clevedon) est un dessinateur de bande dessinée britannique. Il est principalement connu pour son travail sur Marvelman (avec Neil Gaiman, 1990-3) et Fables (depuis 2002).

## Récompenses
- 2003 : Prix Eisner de la meilleure nouvelle série pour Fables (avec Lan Medina, Bill Willingham et Steve Leialoha)
- 2005 : Prix Eisner de la meilleure histoire à suivre pour  « March of the Wooden Soldiers » (Fables n°19-27, avec Bill Willingham et Steve Leialoha)
- 2006 : Prix Eisner de la meilleure histoire à suivre pour « Return to the Homelands » (Fables n°36-38 et 40-41, avec Bill Willingham et Steve Leialoha)
- 2007 : Prix Eisner de la meilleure équipe dessinateur/encreur (avec Steve Leialoha)